# Петрохански проход
Вижте пояснителната страница за други значения на Петрохан.
Пѐтрохански проход (Гински проход, Берковски проход, Клисурски проход) е планински проход – седловина, в централната част на Западна Стара планина, между планината Козница на изток и Берковска планина на запад.
Най-близките населени места, отстоящи в началото и в края на прохода, са селата Бързия (Община Берковица, Монтана) и Гинци (Община Годеч, Софийска област). Дължината на прохода е 24,1 km, а надморска височина на седловината – 1409 m.
Проходът свързва долината на река Нишава на юг с долината на река Бързия (десен приток на Огоста) на север. Той започва от северния край на село Гинци на 1130 m н.в., продължава нагоре по долината на река Нишава и след няколко обратни завоя, след 6 km се изкачва на седловината на 1409 m н.в. От там започва дълго 17,2 km спускане по северния склон на Стара планина, надолу по долината на река Бързия и завършва в южния край на село Бързия на 515 m н.в.
През него преминава участък от 24,1 km от второкласен Републикански път II-81 (от km 47,3 до km 71,4) София – Берковица – Монтана – Лом. Въпреки че проходът се поддържа целогодишно за преминаване на МПС, често през зимния сезон се затваря за преминаване на тежкотоварни автомобили поради обилни снеговалежи.
Проходът е използван още от римляните. През 1868 г. през него се прокарва шосеен път и на седловината Петър Ангелов от Берковица построява хан. Съчетанието от името на собственика и построения от него хан придобива популярност и проходът започва да се нарича Петров хан (Петрохан). Днес на седловината има изградени метеорологична станция, ресторант, бензиностанция, мотел и язовир-изравнител „Петрохан“. На северозапад от седловината се отделя камионен път за връх Ком.
Съществуват планове отпреди 1990 година за изграждане на тунел под седловината, който би улеснил пътуването до Северозападна България и би подобрил транспортните връзки с Румъния. Евентуален тунел би съкратил разстоянието от София до Видин със 100 km, а от него до Враца ще бъдат само 30 km. С напредването на проекта за втори мост над река Дунав при Видин проектът за тунел отново става актуален в контекста на Паневропейски коридор № 4. Финансирането му се планира като публично-частно партньорство.
Районът на прохода е единственото място в Стара планина, където се среща редкият вид земноводно алпийски тритон.
През декември 2013 г., след разговори в Китай на председателя на XLII НС Михаил Миков Китайската банка за развитие заявява готовност да инвестира в строителството на тунел под Петрохан.

## Други
На Петрохан е наречена улица в квартал „Сухата река“ в София (Карта).

## Топографска карта
- Лист от карта K-34-35. Мащаб: 1 : 100 000.